# Dværgcitron
Dværgcitron (Poncirus trifoliata), også kaldet Bitterorange, er en løvfældende busk eller et lille træ med en stivgrenet, rund krone. Grenene er tornede, men hårdførheden, de duftende blomster og de gule frugter gør, at den bliver dyrket på beskyttede steder i haver og parker. Blomsterne har en kraftig og sød duft. Frugterne er meget sure og indeholder desuden en bittert smagende ponciridin, som gør dem uspiselige. Frugtskallen dufter kraftigt af citrusolie.

## Beskrivelse
Dværgcitron er en løvfældende busk eller et lille træ med en stivgrenet, rund krone. Barken er først glat og lysegrøn. Senere bliver den mørkegrøn, og gamle grene og stammer får efterhånden en bark, som er stribet i gråt og grønt. Grenene er fra begyndelsen og vedvarende kraftigt tornede. Knopperne er spredtstillede, runde til kegleformede og brune. 
Bladene har vingede stilke, og de er trekoblede med ét stort midterblad og to små sideblade. Alle småbladene er ovale med hel eller svagt tandet rand. Oversiden er læderagtig og blankt mørkegrøn, mens undersiden er lyst grågrøn. Blomstringen foregår i maj, hvor man finder blomsterne enkeltvis eller parvis i bladhjørnerne. Blomsterne er 5-tallige og regelmæssige med stilkede, hvide kronblade. Frugterne er runde og gule med en lodden skal. De indeholder op til 40, store frø og forholdsvist lidt frugtkød.
Rodsystemet består af et forholdsvist korte og overfladiske hovedrødder med et filtagtigt net af siderødder. 
Højde x bredde og årlig tilvækst: 4,00 x 4,00 m (20 x 20 cm/år).

## Hjemsted
Dværgcitron vokser naturligt i det meste af Kina, Japan og Korea, hvor den vokser i skove og krat i højder, hvor der er køligt. I Danmark har den uden skader overlevet minus 15°C og den vokser flere steder i private haver, parker og på kirkegårde, blandt andet på Assistens Kirkegård i København.

## Anvendelse
Frugten er meget bitter og har kun lidt frugtkød. Men citrus trifoliata anvendes ofte i citrusplantager som grundstamme for andre citrusarter. Desuden er den blevet krydset med en række andre citrusarter for at opnå citrustræer, der tåler hård frost, og samtidig leverer en spiselig frugt. Typiske krydsninger er citrumelo (Poncirus trifoliata x Citrus paradisi) med grapefrugttræet som den anden part og citrange (Poncirus trifoliata x Citrus sinensis) med appelsintræet.
| Portal | Portal:Botanik |